# Mark Gregory Pegg
Mark Gregory Pegg (Port Macquarie, 1963) è uno storico australiano.
È uno specialista di storia medioevale che insegna negli Stati Uniti d'America.

## Biografia
Dopo gli studi di antropologia presso l'University College di Londra, con Mary Douglas, e di storia medievale all'Università di Princeton, sotto la direzione di William C. Jordan, divenne professore all'Università Washington di Saint Louis, nel Missouri.
I suoi lavori portano alla storia dell'eresia nel Mezzogiorno francese e a quella della Crociata albigese. Con Robert I. Moore e in prolungamento dei lavori degli storici francesi Monique Zerner, Jean-Louis Biget e Uwe Brunn, egli rimette in discussione la nozione di catarismo, mostrando che essa non corrisponde alla realità delle credenze e delle pratiche religiose combattute sotto questo nome dalla Chiesa nei secoli XII e XIII: il catarismo è una costruzione della scienza delle religioni della fine del XIX secolo e della storiografia del XX secolo.
A Most Holy War rimette in discussione due forme d'accettazione passiva della costruzione, da parte dell'Inquisizione, dei "Catari" in quanto Chiesa eretica: il punto di vista cattolico, secondo il quale la prima Inquisizione fu una risposta alla minaccia rappresentata da una fede rivale, e la tradizione protestante che vedeva negli eretici medievali degli antenati della Riforma. Nei due casi, Pegg mostra che gli storici hanno accettato troppo facilmente il fatto che delle persone "catare" siano realmente esistite. Studiando i dossier delle inchieste dell'Inquisizione, Pegg mostra che non esisteva una Chiesa catara in quanto tale e che la costruzione di questa eresia è una pura invenzione dell'Inquisizione che produsse uno dei primi esempi di genocidi ben documentati della storia della formazione dei proto-stati.

## Opere

### Testi
- (EN)  Beatrice's Last Smile : A History of the Medieval World[1], 300-1500. (New York-Oxford: Oxford University Press, forthcoming). Una storia comparativa del mondo medievale attraverso l'Eurasia.
- (EN)  A Most Holy War : The Albigensian Crusade and the Battle for Christendom, New York, Oxford University Press, 2008.
- (EN)  The Corruption of Angels : The Great Inquisition of 1245-1246, Princeton, University Press, 2001.

### Articoli
- (FR)  « Le corps et l'autorité : la lèpre de Baudouin IV », Annales. Économies, Sociétés, Civilisations, 45/2, 1990, pp. 265-287, accessible en ligne sur le site Persée.fr.
- (EN)  « Heresy, Good Men, and Nomenclature. Heresy and the Persecuting Society in the Middle Ages. Essays on the Work of Robert I. Moore, éd. Michael Frassetto, Leyde, Brill, 2006, pp. 227-239.
- (FR)  « Innocent III, les "Pestilentiels Provençaux" et le paradigme épuisé du catharisme », dans Innocent III et le Midi, Cahiers de Fanjeaux 50, 2015, pp. 277-307.
- (FR)  « La croisade, une affaire très politique », dans « Les cathares. Comment l'Église a fabriqué des hérétiques », L'Histoire, 430, déc. 2016, p. 52-57, disponible en ligne.
- (EN)  The Paradigm of Catharism; or, the Historians' Illusion. Cathars in Question, éd. A. Sennis, Woodbridge, Rochester, York Medieval Press publication, The Boydell Press, 2016, pp. 21-52.